# GAZ

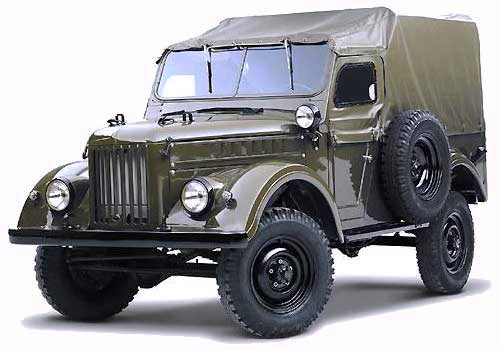
GAZ-69.

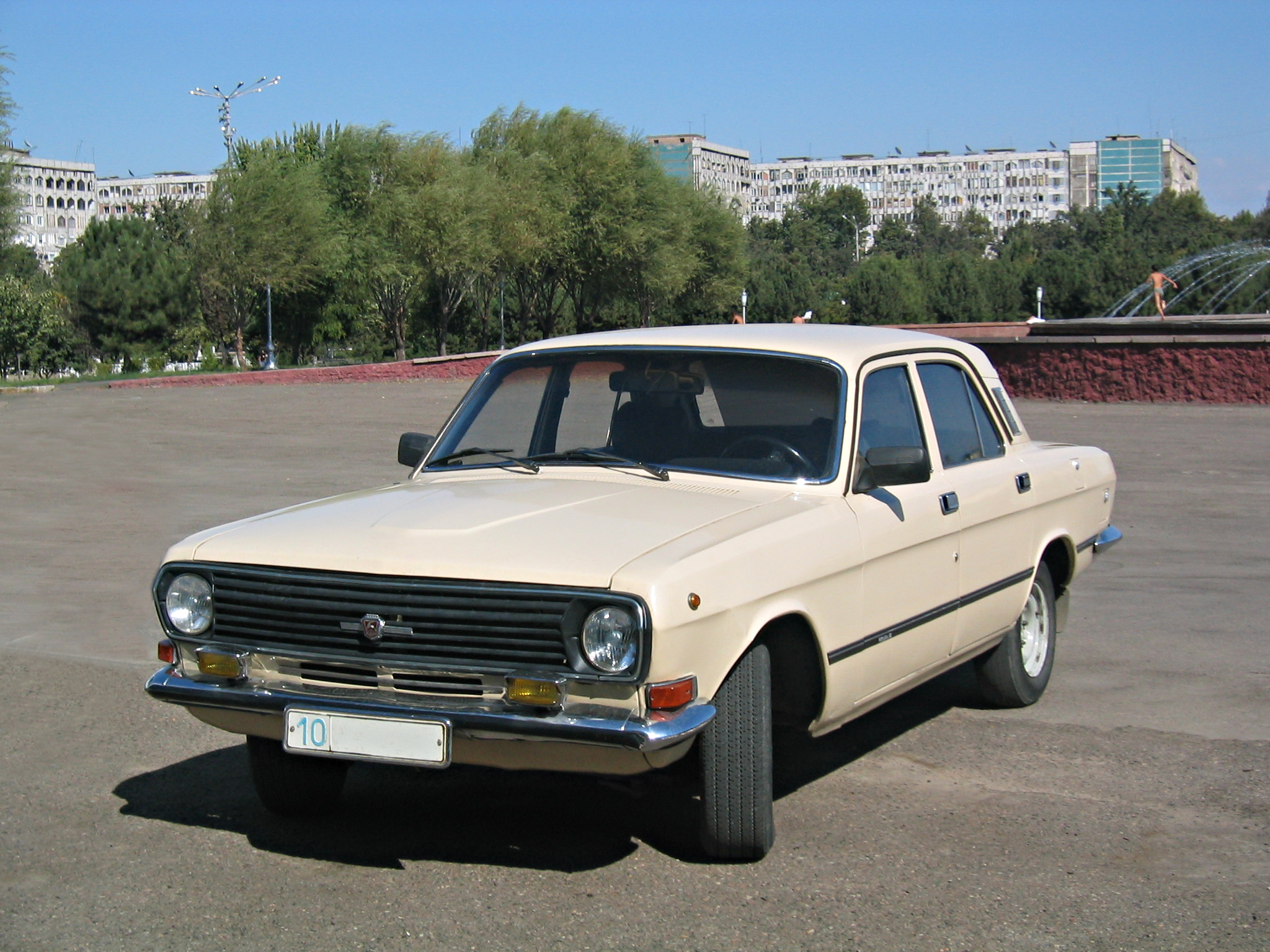
GAZ 24-10 Volga (sen modell med plastgrill).

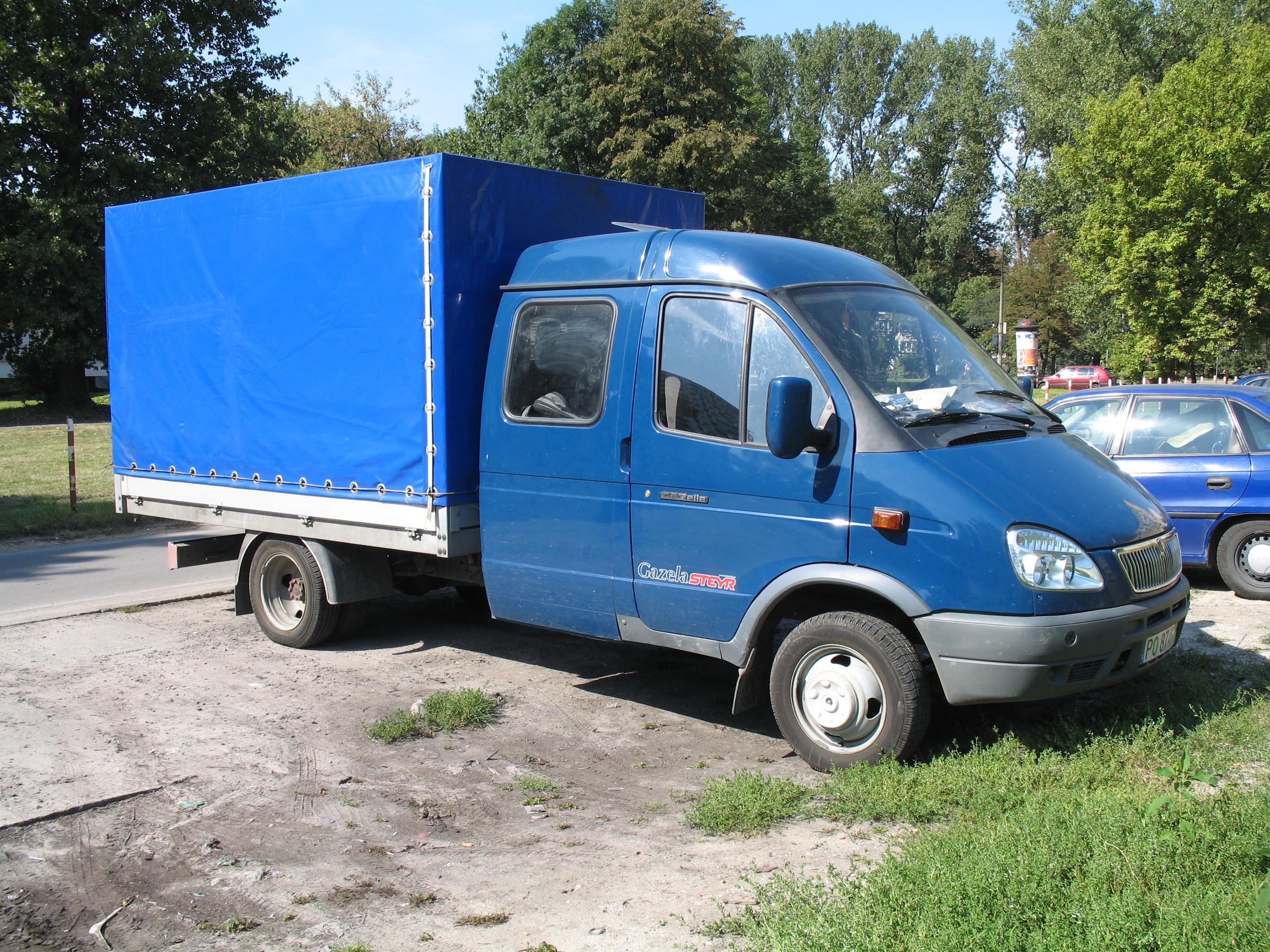
GAZelle lätt lastbil.

GAZ (ГАЗ), Gorkovskij avtomobilnyj zavod, startades 1929 som ett samarbete mellan Ford och Sovjetunionen. GAZ tillhörde de största fordonstillverkarna i Sovjetunionen och har sin fabrik i Nizjnij Novgorod. 

## Historik
I den sovjetiska femårsplanen 1928–1932 uppmärksammades Sovjetunionens brist på fordonsindustri, varpå Högsta sovjet beslöt om ett samarbetsavtal med amerikanska Ford. Detta ledde till att GAZ grundades 1929, där produktionsanläggningar importerades från Ford och licenstillverkning skedde av de första modellerna. I början tillverkade den ryska fabriken Ford modell A och AA. I och med att Ford slutade tillverka T-Forden, och började att tillverka modell A, såldes hela produktionslinan av modell T i Detroit till det som från första början hette Nizjnij Novgorod Mobilny Zavod. Men då staden ungefär samtidigt bytte namn till Gorkij, bytte också fabriken namn till Gorkij Mobilny Zavod. Fabrikens första märke är snarlikt Fords med Gaz i kyrilliska bokstäver inskrivet i en oval.
GAZ utvecklades till en av de största bilfabrikerna i Sovjetunionen från det att produktionen startade 1932. Fabriken var under en period på 1950- och 1960-talen världens största bilfabrik räknad i producerade bilar per år. Förutom personbilar tillverkades lastbilar, och under andra världskriget ställdes tillverkningen om till krigsindustri med bland annat amfibiebilar. GAZ kom under Sovjettiden att tilldelas Leninorden (1941 och 1971) och Röda fanan-orden (1944), och 1945 mottog man Den stora fosterländska krigsorden. Efter andra världskriget kom egna modeller som Pobeda, som i mycket var en kopia av en Opel, samt ZIM, Volga och lyxbilen Chaika. GAZ tillverkade även GAZellei i olika utföranden som buss, lastbil och skåpbil.
I och med att fabriken flyttades undan den tyska krigsmakten till staden Uljanovsk, och sedan tillbaka efter kriget. uppstod i Uljanovsk bilfabriken UAZ, numera känd för sina fyrhjulsdrivna bilar. Staden har fått tillbaka sitt ursprungliga namn Simbirsk, men bilfabriken heter fortfarande UAZ. Samma sak gäller för GAZ, som behållit namnet fast staden återfått namnet Nizjnij Novgorod.
År 1957 kom en av företagets mest kända modeller, GAZ Volga M21, som var vanlig som taxi och användes som tjänstebil av ämbetsmän, och också som polisbil. KGB hade en egen specialversion, GAZ M23, med V8-motor från Chaika. År 1968 kom GAZ Volga M24, och senare en vidareutvecklad version under namnet GAZ Volga 31. 
Efter en längre kris inom General Motors, där det varit känt att GM då skulle avyttra sin verksamhet i Europa (GM Europe), blev offentliggjordes den 30 maj 2009 att det kanadensiska företaget Magna International skulle  ta över 55 % av Opel tillsammans med ryska GAZ, som finansierade sin del av köpet med hjälp av den ryska statliga banken Sberbank. Detta drogs senare tillbaka och Opel fortsatte vid detta tillfälle att ingå i General Motorskoncernen.
Den 16 maj 2009 meddelades att svensken Bo Andersson avsåg att lämna posten som Vice President och global inköpschef på GM för att bli ordförande för GAZ.